# Kumdzsong állomás
Kumdzsong (Geumjeong) állomás a szöuli metró 1-es és 4-es vonalának állomása Kjonggi (Gyeonggi) tartomány Kunpho (Gunpo) városában.

## Viszonylatok
| 1-es vonal                                    | 1-es vonal                              | 1-es vonal                                                             |
| --------------------------------------------- | --------------------------------------- | ---------------------------------------------------------------------- |
| Mjonghak (Myeonghak) Szojoszan (Soyosan) felé | Kjongbu (Gyeongbu) szakasz személyvonat | Kunpho (Gunpo) Szodongthan (Seodongtan) vagy Sincshang (Sinchang) felé |
| 4-es vonal                                    |                                         |                                                                        |
| Pomgje (Beomgye) Tanggoge (Danggogae) felé    | személy- és expresszvonat               | Szanbon (Sanbon) Anszan (Ansan) és Oido felé                           |
| Korail                                        |                                         |                                                                        |
| Mjonghak (Myeonghak) Szöul felé               | Kjongbu (Gyeongbu) vonal                | Kunpho (Gunpo) Puszan (Busan) felé                                     |